# Tavolníkovec velkokvětý
Tavolníkovec velkokvětý (Sorbaria grandiflora) je bíle kvetoucí keř z rodu tavolníkovec, který náleží do čeledi růžovité.

## Popis
Keř je jen 50 cm vysoký, liší se od ostatních tavolníkovců nízkým vzrůstem, výhony chlupaté, červenošedé, kůra později odlupující se, listy lichozpeřené, dlouhé max. 18 cm, květy v řidších chocholících, až 13 cm velkých, bílé, kvete v červenci.